# Wachgeküsst (Album)
Wachgeküsst ist das zweite Studioalbum der deutschen Schlagerband Wolkenfrei, die allerdings nur noch durch die Sängerin Vanessa Mai verkörpert wurde, nachdem Marc Fischer und Stefan Kinski kurz zuvor die Band verlassen hatten.

## Entstehung und Artwork
Alle Stücke des Albums wurden von externen Autoren verfasst. Die meisten Titel wurden zusammen von den Autoren Olaf Roberto Bossi, Felix Gauder, Oliver Lukas, Alexandra Kuhn und Oli Nova geschrieben. Abgemischt, arrangiert und produziert wurden alle Titel von Felix Gauder. Das Album wurde unter dem Musiklabel Ariola veröffentlicht und durch Sony Music Entertainment vertrieben. Aufgenommen wurde das Album in den Stuttgarter Jojo Music Studios. Auf dem Cover des Albums ist – neben Künstlernamen und Albumtitel – Mais Oberkörper, vor dem Hintergrund zweier unscharfer Körper, zu sehen. Das Coverbild wurde von dem deutschen Fotograf Tim Dobrovolny geschossen und von Jan Weskott designt. Als gelernte Mediengestalterin wirkte Mai am Artwork auf der Rückseite des Covers mit.

## Veröffentlichung und Promotion
Die Erstveröffentlichung von Wachgeküsst erfolgte am 10. Juli 2015 in Deutschland, Österreich und der Schweiz. Das Album besteht aus 13 neuen Studioaufnahmen, sowie drei Remixversionen und einer Wiederveröffentlichung. Neben der regulären Albumveröffentlichung folgte gleichzeitig die Veröffentlichung einer Premiumversion und einem Boxset. Die Premiumversion beinhaltet neben dem regulären Album eine DVD mit neun Videos. Das Boxset ist limitiert und beinhaltet neben dem Album und der DVD ein Wolkenfrei „Sommerliebe“ Strandset mit Sonnenbrille und besticktem Handtuch, ein handsigniertes Poster und 14 Polaroids mit persönlichem Text von Vanessa Mai. Einige Elektronik-Fachmärkte wie die der Media-Saturn-Holding-Gruppe oder Onlineshops wie shop24direct verfügten über eine reguläre Albumausgabe, die um ein oder zwei Bonus-Tracks erweitert sind.
Um das Album zu bewerben, drehte man im Vorfeld unter anderem shop24direct einen fünfminütigen Werbefilm, der auf sämtlichen Sendern im Teleshopping zu sehen war. Das Deutsche Musik Fernsehen widmete sich in einem 65-minütigen TV-Spezial der Band und die Programm-Highlights für den Juli 2015, sowie jeder Beginn und Ende der Werbeunterbrechung wurden mit Liedern des Albums untermalt. Als offizieller Werbepartner konnte man neben den bereits angesprochenen ebenfalls RTL für sich gewinnen, die in einer Wochensendung bei Punkt 12 über sie berichteten.
Einen Tag nach der Albumveröffentlichung folgte der erste Liveauftritt zur Hauptsendezeit für Wolkenfrei. In der ARD-Show Die Besten im Sommer von Florian Silbereisen präsentierten sie ihre erste Singleauskopplung Wolke 7. Silbereisen überraschte kurz vor dem Auftritt Mai, in dem er ihre Eltern einlud und in der ersten Reihe platzierte. Mai war im Glauben, dass ihr Vater an diesem Abend wieder einen Auftritt mit seiner Band hatte. Aufgrund das ihr Vater auch Musiker ist, schaffte er es zuvor nie zu einem großen Auftritt von Mai, es war hier das erste Mal. Es folgten weitere Auftritte wie unter anderem im ZDF-Fernsehgarten, bei Guten Morgen Deutschland und Immer wieder sonntags. Mit der zweiten Singleauskopplung Wachgeküsst erfolgte erneut ein Auftritt bei Silbereisen, in seiner Samstagabend-Show 150 Jahre Schlager – Das große Fest zum Jubiläum. Am 9. November 2015 erschien mit Wachgeküsst – Live aus dem Parktheater Augsburg ein Livealbum zu diesem Werk.

### Filtr Akustik-Session
Die Premiumversion des Albums beinhaltet eine DVD mit neun Videos. Sieben davon stammen von der „Filtr Akustik-Session“ aus den Bader Studios in Weil der Stadt. Hierbei sang Mai zusammen mit ihrer Begleitband sieben Lieder aus den beiden bis dato veröffentlichten Studioalben. Aus dem Debütalbum Endlos verliebt sang sie die Titel Der Zaubertrank ist leer, Jeans, T-Shirt und Freiheit und Du bist meine Insel. Aus Wachgeküsst sang sie die Titel Sommerliebe, Zauberland, Ein Zelt am See und In all deinen Farben. Die Begleitband Bestand aus Markus Braun (Kontrabass), Martin Hauser (Perkussion), Andrea Josten (Chor), George Kousa (Arrangement und Gitarre), René Letters (Schlagzeug), Florian Lipphardt (Piano) und Nikola Sofranac (Chor und Gitarre). Um das Album zu bewerben wurde die Akustikaufnahme von In all deinen Farben bereits am 5. Juni 2015 veröffentlicht.

### Wolkenfrei Wolke 7 – Das TV-Spezial
Ein Tag vor der Veröffentlichung von Wachgeküsst widmete sich das Deutsche Musik Fernsehen in einem 65-minütigen TV-Spezial der Band. Der Moderator Ingo Blenn erzählte dabei etwas über die Entstehung Wolkenfreis, deren erste Jahre, dem späteren Einstieg Mais, dem ersten Erfolg mit Endlos verliebt, dem Ausstieg von Fischer und Kinski und des neuen Albums. Dabei wurden zwischendurch immer wieder Musikvideos und Teaser zum neuen Album gezeigt. Es wurden Musikvideos zu Jeans, T-Shirt und Freiheit, Ich versprech dir nichts und geb dir alles, Du bist meine Insel, Der Zaubertrank ist leer, Ein Zelt am See (Filtr Sessions Acoustic), In all deinen Farben (Filtr Sessions Acoustic) und zwei Mal zu Wolke 7 gezeigt. Teaser wurden zu Von Tokio bis Amerika, Südseewind auf der Haut, Der Kopf sagt nein, das Herz schreit ja!, Es wird schon hell über Berlin, Schenk’ mir den Morgen danach, Du berührst mein Herz, Sommerliebe, Felsenfest, Wachgeküsst und Zauberland gezeigt. Einzig den exklusiven Bonus-Tracks wurde keine Aufmerksamkeit geschenkt.

## Hintergrund
Im April 2015 gaben die Wolkenfrei-Mitglieder Marc Fischer und Stefan Kinski ihren Ausstieg aus der Band bekannt. Seitdem wird Wolkenfrei nur noch durch die Frontsängerin Vanessa Mai verkörpert. Kinski schloss sich komplett aus dem Projekt aus, um sich seiner Familie und seinem Job als Rollladen- und Jalousienbauladen zu widmen. Bei diesem Album ist er noch im Chor zu hören. Fischer blieb dem Projekt treu und arbeitet nun hinter den Kulissen und fungiert dort als musikalischer Berater und Tourmanager. Damit verkörpert Mai mit Wachgeküsst Wolkenfrei erstmals als Solo-Interpretin.

## Inhalt
Alle Liedtexte sind komplett in deutscher Sprache verfasst, eigens das Stück Südseewind auf der Haut beinhaltet die englischsprachige Zeile „Forever You“ (Für immer dich). Musikalisch bewegen sich die Lieder im Bereich des Pop-Schlagers. Die reguläre Albumausgabe besteht aus 13 neuen Studioaufnahmen, drei Remixversionen von bereits auf dem Album vorhandenen Liedern und das Lied Mein Herz schlägt Schlager. Letzteres Stück wurde im Januar 2015 im Zuge der „Mein Herz schlägt Schlager“ Kampagne veröffentlicht, welche durch Mai als erste Patin verkörpert wurde. Die Premiumversion von Wachgeküsst beinhaltet eine weitere DVD mit neun Videos. Sieben Videos entstanden bei der „Filtr Akustik-Session“, die anderen beiden sind Musikvideos zu Wolke 7 und Wachgeküsst (Video Mix). Die exklusiven Albumversionen der Elektronik-Fachmarktketten Media Markt und Saturn beinhalten den Bonus-Track Leuchtturm. Eine exklusive Albumversion von shop24direct enthält die beiden Bonus-Tracks Der Zaubertrank ist leer (Dance Mix) und Schmetterling der Nacht.
Gesungen werden die Stücke allesamt eigens von Vanessa Mai. Im Hintergrund sind die Stimmen von Annasarah, Olaf Roberto Bossi, Stefan Kinski, Jennifer Marsala, Jutta Mesch und Oli Nova zu hören. Die Instrumente wurden von Hannes Butzer (Gitarre), Felix Gauder (Keyboard) und George Kousa (Gitarre) eingespielt.
| #  | Titel                                                 | Autor(en)                                        | Produzent(en) | Länge |
| -- | ----------------------------------------------------- | ------------------------------------------------ | ------------- | ----- |
| 1  | Wolke 7                                               | Felix Gauder, Oliver Lukas, Oli Nova             | Felix Gauder  | 3:56  |
| 2  | Sommerliebe                                           | Olaf Roberto Bossi, Felix Gauder, Alexandra Kuhn | Felix Gauder  | 3:33  |
| 3  | Zauberland                                            | Felix Gauder, Oliver Lukas, Oli Nova             | Felix Gauder  | 3:26  |
| 4  | Der Kopf sagt nein, das Herz schreit ja!              | Olaf Roberto Bossi, Felix Gauder, Alexandra Kuhn | Felix Gauder  | 3:12  |
| 5  | Von Tokio bis Amerika                                 | Tobias Reitz, Thomas Rosenfeld                   | Felix Gauder  | 3:13  |
| 6  | Südseewind auf der Haut                               | Olaf Roberto Bossi, Felix Gauder, Oliver Lukas   | Felix Gauder  | 3:42  |
| 7  | Es wird schon hell über Berlin                        | Felix Gauder, Oliver Lukas, Oli Nova             | Felix Gauder  | 3:27  |
| 8  | Du berührst mein Herz                                 | Olaf Roberto Bossi, Felix Gauder, Oli Nova       | Felix Gauder  | 3:05  |
| 9  | Schenk’ mir den Morgen danach                         | Olaf Roberto Bossi, Felix Gauder, Alexandra Kuhn | Felix Gauder  | 4:00  |
| 10 | Wachgeküsst                                           | Olaf Roberto Bossi, Felix Gauder, Alexandra Kuhn | Felix Gauder  | 3:49  |
| 11 | Felsenfest                                            | Tamara Olorga, Nico Rebscher, Alvaro Tauchert    | Felix Gauder  | 3:58  |
| 12 | Ein Zelt am See                                       | Felix Gauder, Oliver Lukas, Oli Nova             | Felix Gauder  | 3:46  |
| 13 | Mein Herz schlägt Schlager (DJ Mix)                   | Felix Gauder, Oliver Lukas, Oli Nova             | Felix Gauder  | 4:15  |
| 14 | In all deinen Farben                                  | Tamara Olorga, Lena Pesch                        | Felix Gauder  | 3:31  |
| 15 | Von Tokio bis Amerika (Hazienda Mix)                  | Tobias Reitz, Thomas Rosenfeld                   | Felix Gauder  | 4:24  |
| 16 | Du berührst mein Herz (Herzschlag Mix)                | Olaf Roberto Bossi, Felix Gauder, Oli Nova       | Felix Gauder  | 3:44  |
| 17 | Wachgeküsst (Megamix)                                 | Olaf Roberto Bossi, Felix Gauder, Alexandra Kuhn | Felix Gauder  | 5:33  |
|    | Exklusive Bonus-Tracks (Media Markt, Saturn)          |                                                  |               |       |
| 18 | Leuchtturm                                            | Olaf Roberto Bossi, Felix Gauder, Alexandra Kuhn | Felix Gauder  | 3:57  |
|    | Exklusive Bonus-Tracks (Shop24Direct)                 |                                                  |               |       |
| 18 | Der Zaubertrank ist leer (Dance Mix)                  | Olaf Roberto Bossi, Felix Gauder, Alexandra Kuhn | Felix Gauder  | 3:59  |
| 19 | Schmetterling der Nacht                               | Olaf Roberto Bossi, Felix Gauder, Alexandra Kuhn | Felix Gauder  | 4:09  |
|    | Premiumversion (DVD)                                  |                                                  |               |       |
| 1  | Sommerliebe (Filtr Sessions Acoustic)                 |                                                  |               | 3:42  |
| 2  | Zauberland (Filtr Sessions Acoustic)                  |                                                  |               | 3:29  |
| 3  | Ein Zelt am See (Filtr Sessions Acoustic)             |                                                  |               | 3:41  |
| 4  | In all deinen Farben (Filtr Sessions Acoustic)        |                                                  |               | 3:56  |
| 5  | Der Zaubertrank ist leer (Filtr Sessions Acoustic)    |                                                  |               | 3:23  |
| 6  | Jeans, T-Shirt und Freiheit (Filtr Sessions Acoustic) |                                                  |               | 3:40  |
| 7  | Du bist meine Insel (Filtr Sessions Acoustic)         |                                                  |               | 3:35  |
| 8  | Der Zaubertrank ist leer (Musikvideo)                 |                                                  |               | 3:20  |
| 9  | Wachgeküsst (Video Mix)                               |                                                  |               | 5:57  |

## Singleauskopplungen
Bereits zwei Monate vor der Veröffentlichung des Albums wurde am 22. Mai 2015 vorab die Single Wolke 7 ausgekoppelt. Diese avancierte eine Woche nach dem Charteinstieg des Albums zum Charthit in den deutschen Singlecharts. Wolke 7 erreichte am 24. Juli 2015 erstmals die Charts in Deutschland und platzierte sich auf Rang 54, in Österreich gelangte mit der Veröffentlichung des physischen Tonträgers ein Charteinstieg auf Rang 71. Bei Radio VHR konnte sich das Stück auf Position eins der Airplaycharts platzieren. Es war der erste Airplay Nummer-eins-Erfolg von Wolkenfrei. Die Single platzierte sich ebenfalls in den „DJ Top 100 National Charts“ auf Position eins. Zwei Monate nach der Albumveröffentlichung folgte mit Wachgeküsst die zweite Singleauskopplung des Albums am 9. Oktober 2015, nachdem es bereits im September als Promo-Single erschien. Die bislang letzte Singleauskopplung In all deinen Farben erschien am 10. Dezember 2015. Letztere erschien bereits am 5. Juni 2015 als Promo-Single, ebenso wie Sommerliebe am 19. Juni. Beide Titel standen exklusiv als Download und Streaming bei Amazon zur Verfügung.

## Mitwirkende
Albumproduktion
- Annasarah: Hintergrundgesang
- Olaf Roberto Bossi: Autor, Hintergrundgesang
- Hannes Butzer: Gitarre
- Felix Gauder: Autor, Abmischung, Arrangement, Keyboard, Musikproduzent
- Stefan Kinski: Hintergrundgesang
- George Kousa: Gitarre
- Alexandra Kuhn: Autor
- Oliver Lukas: Autor
- Vanessa Mai: Gesang
- Jennifer Marsala: Hintergrundgesang
- Jutta Mesch: Hintergrundgesang
- Oli Nova: Autor, Hintergrundgesang
- Tamara Olorga: Autor
- Lena Pesch: Autor
- Nico Rebscher: Autor
- Tobias Reitz: Autor
- Thomas Rosenfeld: Autor
- Alvaro Tauchert: Autor

| Visualisierung (Cover) - Tim Dobrovolny: Fotograf - Vanessa Mai: Artwork - Jan Weskott: Artwork | Unternehmen - Ariola: Musiklabel - Jojo Music Studios: Tonstudio - Sony Music Entertainment: Vertrieb |

## Rezeption

### Preise
Am 7. April 2016 wurde Mai, für den Erfolg des Albums im vergangenen Jahr, mit einem ECHO Pop in der Kategorie Künstler/Künstlerin/Gruppe deutschsprachiger Schlager ausgezeichnet, wo sie sich gegen Fantasy, Klubbb3, Wolfgang Petry und Semino Rossi durchsetzen konnte.

### Rezensionen
Ein schlichtweg positive Reaktion hob das Album bei Ute Brüning von smago! hervor, sie beschrieb es mit folgenden Worten: „Dieses zweite Album von Wolkenfrei hat mich sofort gepackt. Ich habe auf Songs gewartet, die sich nach Sommer anfühlen und voller positiver Power stecken, und genau das hat Vanessa Mai mit diesem Album hinbekommen. Es ist Sommerfeeling pur und voller Energie und darum mein Album für den Sommer!! Gesanglich ist das Album sehr anspruchsvoll, oft singt die bezaubernde Sängerin sehr hoch, aber alles klingt total perfekt auf der CD.“.

## Kommerzieller Erfolg

### Chartplatzierungen
Wachgeküsst erreichte in Deutschland Position sieben der Albumcharts und konnte sich insgesamt vier Wochen in den Top 10 und 33 Wochen in den Charts halten. In Österreich erreichte das Album Position sechs und konnte sich insgesamt drei Wochen in den Top 10 und 42 Wochen in den Charts halten. In der Schweiz erreichte das Album in zwölf Chartwochen Position 25. 2015 platzierte sich Wachgeküsst in den deutschen Album-Jahrescharts auf Position 84, sowie auf Position 56 in Österreich. Des Weiteren konnte sich das Album insgesamt sechs Wochen an der Spitze der offiziellen Schlager Top 20 in Deutschland halten.
Für Wolkenfrei ist dies bereits nach Endlos verliebt der zweite Charterfolg in allen drei deutschsprachigen Ländern. Es ist ihr erster Top-10-Erfolg in Deutschland und Österreich. Mit Wachgeküsst platzierten sich Wolkenfrei erstmals in den Album-Jahrescharts. Bis heute konnte sich kein Album höher und länger in allen drei Ländern platzieren.
| ChartsChartplatzierungen | Höchstplatzierung | Wochen |
| ------------------------ | ----------------- | ------ |
| Deutschland (GfK)        | 7 (33 Wo.)        | 33     |
| Österreich (Ö3)          | 6 (42 Wo.)        | 42     |
| Schweiz (IFPI)           | 25 (12 Wo.)       | 12     |

| ChartsJahrescharts (2015) | Platzierung |
| ------------------------- | ----------- |
| Deutschland (GfK)         | 84          |
| Österreich (Ö3)           | 56          |

### Auszeichnungen für Musikverkäufe
Im Januar 2016 wurde Wachgeküsst in Österreich mit einer Goldenen Schallplatte für über 7.500 verkaufte Einheiten ausgezeichnet. Im Februar folgte ebenfalls die Verleihung einer Goldenen Schallplatte in Deutschland für über 100.000 verkaufte Einheiten. Damit wurde das Album europaweit zwei Mal mit Gold für über 107.500 verkaufte Exemplare ausgezeichnet. Es handelte sich um die erste Goldene Schallplatte, die Wolkenfrei in ihrer Karriere erhielten. Das Debütalbum Endlos verliebt erhielt erst später eine Auszeichnung.
| Land/Region        | Auszeichnungen für Musikverkäufe (Land/Region, Auszeichnung, Verkäufe) | Verkäufe |
| ------------------ | ---------------------------------------------------------------------- | -------- |
| Deutschland (BVMI) | Gold                                                                   | 100.000  |
| Österreich (IFPI)  | Gold                                                                   | 7.500    |
| Insgesamt          | 2× Gold ·                                                              | 107.500  |